# سرایا الجهاد
سرایا الجهاد ( عربی: سرایا الجهاد‎ ) یا به عنوان تیپ هفدهم نیروهای بسیج مردمی یک گروه شیعه عراقی و شاخه نظامی حزب‌الله عراق است که تحت فرماندهی نیروهای بسیج مردمی در عراق و سوریه فعالیت می کند. این گروه روابط درهم تنیده ای با لوا المنتظر دارد.